# Piotr Kędzia
Piotr Kędzia (né le 6 juin 1984 à Zgierz) est un athlète polonais spécialiste du 400 mètres. Affilié à l'AZS Łódź, il mesure 1,77 m pour 70 kg.

## Palmarès
| Date | Compétition                    | Lieu       | Résultat | Épreuve    | Temps         |
| ---- | ------------------------------ | ---------- | -------- | ---------- | ------------- |
| 2001 | Championnats du monde cadets   | Debrecen   | 2e       | 400 mètres | 47 s 12       |
| 2001 | Championnats du monde cadets   | Debrecen   | 1er      | Medley     | 1 min 50 s 46 |
| 2001 | Championnats d'Europe juniors  | Grosseto   | 1er      | 4 × 400 m  | 3 min 06 s 12 |
| 2002 | Championnats du monde juniors  | Kingston   | 4e       | 4 × 400 m  | 3 min 06 s 25 |
| 2003 | Championnats d'Europe juniors  | Tampere    | 3e       | 400 mètres | 46 s 69       |
| 2003 | Championnats d'Europe juniors  | Tampere    | 2e       | 4 × 400 m  | 3 min 08 s 62 |
| 2005 | Championnats d'Europe espoirs  | Erfurt     | 1er      | 4 × 400 m  | 3 min 04 s 41 |
| 2005 | Universiade d'été              | Izmir      | 1er      | 4 × 400 m  | 3 min 02 s 57 |
| 2006 | Championnats d'Europe          | Göteborg   | 3e       | 4 × 400 m  | 3 min 01 s 73 |
| 2007 | Championnats d'Europe en salle | Birmingham | 3e       | 4 × 400 m  | 3 min 08 s 14 |
| 2007 | Universiade d'été              | Bangkok    | 1er      | 4 × 400 m  | 3 min 02 s 05 |
| 2008 | Championnats du monde en salle | Valence    | 4e       | 4 × 400 m  | 3 min 08 s 76 |
| 2008 | Jeux olympiques d'été          | Pékin      | 7e       | 4 × 400 m  | 3 min 00 s 32 |
| 2009 | Universiade                    | Belgrade   | 2e       | 4 x 400 m  | 3 min 05 s 69 |

### Records
| Épreuve    | Performance | Lieu     | Date           |
| ---------- | ----------- | -------- | -------------- |
| 200 mètres | 21 s 09     | Kutno    | 24 juin 2006   |
| 400 mètres | 45 s 94     | Szczecin | 5 juillet 2008 |